# Джорджо Наполитано
Джорджо Наполитано (на италиански: Giorgio Napolitano) е италиански политик, 11-и президент на Италианската република. Бивш активист на Италианската комунистическа партия (след това на партията на Левите демократи), участник в Съпротивата (антифашисткото движение). Пожизнен сенатор. Избран за президент от италианския парламент на 10 май 2006 г. на 4 тур, встъпил в длъжност на 15 май. Преизбран на 20 април 2013 г.

## Биография
Джорджо Наполитано е роден на 29 юни 1925 г. в Неапол, Италия. През 1945 г. се включва в комунистическата съпротива. През 1953 г. е избран за депутат. Работи за Италианската комунистическа партия по въпроса за бедната южна част на Италия. През 1962 г. влиза в националното ръководство на комунистическата партия. От 1976 до 1979 г. е отговорен за икономиката, а от 1986 до 1989 г. – за международните връзки. От 1992 до 1994 г. е председател на Камарата на депутатите на италианския парламент.
През 1996 г. става министър на вътрешните работи в правителството на Романо Проди. От 1999 до 2004 г. е депутат в Европейския парламент.
През 2006 г. е избран за президент на Италия. На 20 април 2013 г. е преизбран на шестия кръг от изборите. Така става първият държавен глава в историята на Италианската република, избран за втори мандат. 
Носител на награда Балзан 2008.
Умира на 22 септември 2023 г. в Рим.